# 六夸克态
六夸克态是一种假想的複合粒子，屬於奇異介子。

## 特性
六夸克态的價夸克數為六，即可能由六顆夸克和/或反夸克組成，包括雙重子態和由三個夸克、三個反夸克組成的情況。在這些組合下其色荷為零。
量子色动力学理论允许六夸克态的存在，惟至今为止还没有任何确认发现了六夸克态的报告。
2022年，理研所的研究人员研究了六夸克态{\displaystyle \Omega _{ccc}\Omega _{ccc}} 的存在，通过计算得出结论，它应该落在一个可行的范围内。

## 雙重子態
雙重子態由六個夸克組成，因其像是由兩個重子組成而得名。這種粒子被預測為頗穩定的粒子。
2014年德国于利希研究中心检测在到质量约2380 MeV的粒子，是潜在的雙重子態，这种粒子存在10−23秒，并被命名为d*(2380)。